# Вулиця Набережна (Луцьк)
Вулиця Набережна — вулиця Луцька, що проходить вздовж правого берега річки Стир від вулиці Ковельської перед мостом через Стир, перетинає вулицю Шевченка та тягнеться до залізничного переїзду на розвилці Стрілецької, УПА та Ківерцівської. Використовується як об'їздна дорога для розвантаження транспортних потоків з Ковельської.

## Історія
Вулиця пролягає місцевістю, де знаходилась болотиста заплава Стиру. На її території відбувались бої під час Брусиловського прориву 1916 року, розміщувались поховання часів Першої світової війни. Вперше вулиця згадується в генеральному плані розбудови Луцька 1869 року. На проєкті 1920-х років вона мала з'єднати магістраллю Лідавську вулицю з Гнідавською греблею вздовж заплави Стиру. У міжвоєнний період більша її частина носила назву Торгова вулиця. Перед Другою світовою війною та у воєнний час біля залізничного переїзду коло сучасної Набережної знаходилась вуличка з примітною назвою Злодіївка.
Після війни проєкт 1920-х було здійснено на північній частині. В 1960-і було впорядковано (заасфальтовано) ділянку між вулицями Ковельською та Шевченка. З 1970-х почато впорядкування магістралі в напрямі до Ківерцівської вулиці. В 1980-і під час земляних робіт біля Ківерцівської було виявлено поховання Першої світової війни та залишки зброї.
Магістраль на Набережній була завершена на початку 1990-х. Тривалий час вулиця не мала житлової забудови. Ближчий до Стиру бік займали та надалі займають дерева та чагарники, інший був пустим, за винятком автостоянки, автозаправки та готелю «Світязь». У 2015 році між вулицями Шевченка і Ковельською почалося введення в експлуатацію житлового масиву багатоповерхівок.
Незабудований бік Набережної використовується луцькими комунальниками взимку для складування снігу, прибраного з інших вулиць міста. В лютому 2021 року, під час рясних снігопадів, сюди протягом тижня вивезли 9 тис. кубометрів снігу. Як наслідок, навесні тут просіло і потріскалося тротуарне покриття.